# Декоративна дюля
Декоративна дюля (на латински: Chaenoméles), или Японска дюля (Cydonia japonica), се наричат род широколистни храсти, достигащи на височина 1 – 3 m от семейството Rosaceae. Естествените местонахождения на представителите на рода са в Източна Азия – Япония, Китай и Корея.

## Ботаническо описание
Представителите на рода са листопадни или полувечнозелени храсти или неголеми дървета с височина 1 – 6 m. Клончетата при някои представители притежават бодли. Пъпките са с размер 1 – 2 mm, с две външни люспи. Листата са правилни, леко назъбени с дължина до 14 cm. Цветовете са едри, 3 – 4,5 cm в диаметър, единични или събрани от 2 до 6. Разцъфват още преди да са се появили листата. Венчелистчетата са пет на брой, розови, бели или червени. Всеки цвят има по 20 до 50 тичинки. Яйчникът е петорен.
Плодовете са големи, с форма на круша или ябълковидни, почти без дръжка. Семената са без ендосперм, кафяви, продълговати и заострени. Узряват през септември и октомври.

## Исторически сведения
Декоративните дюли произхождат от Източна Азия и поради тази причина не са били известни за европейците. Първият вид е описан от шведския ботаник Карл Петер Тунберг през 1794 г. Това е известната днес японска дюля открита от него в планинска област в Япония. Първоначално видът е наречен Pyrus japonica поради приликата му с крушово дърво. По-късно обаче е наречено Cydonia japonica поради оприличаването му с дюлевото дърво. Още преди откриването му за европейците растението вече е било известно на японските градинари. В родината си е наричано „воке“. Тук то било засаждано в градините или отглеждано като бонзай. През 1794 г. английският ботаник Джоузеф Банкс внася от Китай втори вид с подобни червени цветчета. Двата известни вида си приличали много и дълго време били описвани като един. През 1830 г. Филип Франц ги описва като отделни, а през 1938 г. английският ботаник Джон Линдли ги отделя в самостоятелен род Chaenomeles.
В Лондонската Кралска ботаническа градина се намира най-старото растение от вида, в Европа – то е на 300 г.  Веселин Орешков е агроном, занимаващ се с редки растителни видове. Той е човекът, въвел хеномелеса в България. В своите изследвания, той го нарича „планинси лимон“.

## Име
Често представителите на рода биват наричани японски дюли, макар само един от представителите (Chaenomeles japonica) да е с произход от Япония.
Агрономът Веселин Орешков го нарича „планински лимон“. Той е донесъл първите растения от този вид от Япония.

## Използване
Японските дюли са декоративни медоносни храстовидни растения, които се използват като жив плет или декоративни градински растения придаващи интересен цвят на градината по време на цъфтеж на растението и интересен вид при растеж и узряване на плодовете. Размножават се със семена, резници или коренови издънки. Нерядко растението се отглежда и като бонзай. Плодовете са твърди, ароматни, имат адстрингентно действие и се използват за приготвяне на компоти, желета и конфитюри. Берат се през есента, но могат да останат на храста до следващата година. Съдържат голямо количество органични киселини (4 – 5%), пектин (0,6 – 2,5%) и ароматни вещества. Съдържанието на витамин C е 100 – 223 mg%. По този показател плодовете не отстъпват на касиса и превъзхождат пет пъти лимоните и портокалите. Количеството на витамин P (910 mg%) е десетократно повече от това в плодовете на ябълката. За разлика от други овощни растения, захарите в плодовете на японската дюля са сравнително малко – до 2%. Количеството на лимонената киселина е значително високо (4 – 5 %) и придава своеобразния им аромат.

## Видове и хибриди
Chaenomeles cathayensis е естествен вид характерен за Западен Китай. Това е най-едрият представител на рода, който има и най-едрите плодове. Узрелите дюли са с крушовидна форма и дължина от 10 – 15 cm и ширина 6 – 9 cm. Цветовете са бели или розови. Листата са с дължина 7 – 14 cm.
Chaenomeles japonica е японски вид, най-дребният от представителите на рода. Узрелите дюлеви плодове са дребни с диаметър 3 – 4 cm, ябълковидни. Цветовете са червени, но могат да бъдат и розови. Листата са с дължина 3 – 5 cm.
Chaenomeles speciosa е вид характерен за Китай и Корея. Узрелите дюли наподобяват на зелена ябълка с диаметър 5 – 6 cm. Цветовете са червени. Листата са с дължина 4 – 7 cm.
Известни са и 4 хибридни варианта отглеждани основно с декоративна цел. Това са Chaenomeles × superba (хибрид на Chaenomeles speciosa × Chaenomeles japonica), Chaenomeles × vilmoriniana е хибрид на Chaenomeles speciosa × Chaenomeles cathayensis, Chaenomeles × clarkiana е хибрид на Chaenomeles japonica × Chaenomeles cathayensis. Последният хибрид Chaenomeles × californica е дървовиден (Chaenomeles × superba × Chaenomeles cathayensis).

## Полезно съдържание
Химически състав на плодовете на хеномелеса, съгласно изследване на Централната Републиканска ботаническа градина в Украйна (Киев, 1985 г.): захариди, ябълчена киселина, пектини, дъбилни вещества, каротини, витамин C.